# Rhyssemus obliviosus
Rhyssemus obliviosus är en skalbaggsart som beskrevs av Rudolph Petrovitz 1963. Rhyssemus obliviosus ingår i släktet Rhyssemus och familjen Aphodiidae. Inga underarter finns listade i Catalogue of Life.